# Provinciale weg 277
De Provinciale weg 277 (N277) is een provinciale weg in Noord-Brabant en Limburg met een totale lengte van ruim 66 km en verbindt Ravenstein met Kessel. Het gedeelte tussen De Molen (het kruispunt met de N324 bij Schaijk) en Kessel staat bekend als de Midden-Peelweg. Deze weg is in fasen tussen 1924 en 1975 aangelegd als onderdeel van de grootscheepse ontginning van de Peel en loopt daar midden doorheen.
De weg is uitgevoerd als tweestrooks-gebiedsontsluitingsweg met een maximumsnelheid van 80 km/h. Net zoals veel andere provinciale wegen heeft deze weg een reputatie opgebouwd als dodenweg vanwege de ernstige ongevallen.

## Rijstrookconfiguratie

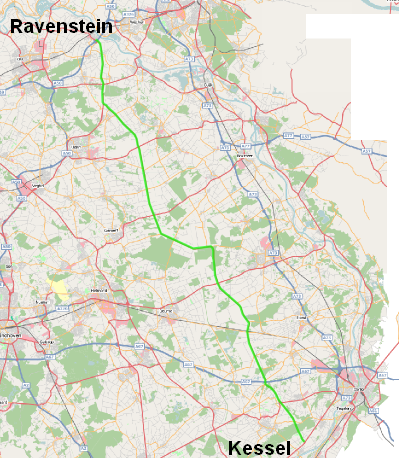
Detailkaart traject

| Van                  | Naar                 | Rijstroken |
| -------------------- | -------------------- | ---------- |
| Ravenstein           | Kruising Odiliapeel  | 1x2        |
| Kruising Odiliapeel  | Kruising Wilbertoord | 2x2        |
| Kruising Wilbertoord | Aansluiting A67      | 1x2        |
| Aansluiting A67      | Koningslust          | 2x2        |
| Koningslust          | Kessel               | 1x2        |

N62 · N69 · N251 · N252 · N253 · N254 · N255 · N256/A256 · N257 · N258 · N260 · N261 · N262 · N263 · N264 · N266 · N267 · N268 · N269 · N270/A270 · N271 · N272 · N273 · N274 · N275 · N276 · N277 · N278 · N279 · N280 · N281 · N282 · N283 · N284 · N285 · N286 · N287 · N288 · N289 · N290 · N291 · N292 · N293 · N294 · N295 · N296 · N296n · N297 · N298 · N300 · N321 · N322 · N324 · N329 · N389 · N394 · N395 · N396 · N397

N556 · N562 · N564 · N570 · N572 · N590 · N595 · N598 · N601 · N602 · N605 · N607 · N612 · N613 · N615 · N616 · N617 · N618 · N620 · N622 · N625 · N629 · N631 · N632 · N637 · N638 · N639 · N640 · N641 · N651 · N652 · N653 · N654 · N655 · N656 · N658 · N659 · N660 · N661 · N662 · N663 · N664 · N665 · N666 · N667 · N668 · N669 · N670 · N671 · N673 · N674 · N675 · N676 · N682 · N683 · N686 · N689 · N690 · N831 · N843

Voormalige provinciale wegen: N299 · N551 · N552 · N553 · N554 · N555 · N560 · N561 · N563 · N565 · N566 · N567 · N568 · N571 · N574 · N580 · N581 · N582 · N583 · N584 · N585 · N586 · N587 · N588 · N589 · N591 · N592 · N593 · N594 · N596 · N597 · N603 · N604 · N606 · N608 · N610 · N611 · N614 · N619 · N621 · N623 · N624 · N626 · N628 · N630 · N634 · N642 · N657